# Bully (альбом Канье Уэста)
Bully — ожидаемый двенадцатый студийный альбом американского рэпера Канье Уэста (Йе). Он был анонсирован в сентябре 2024 года, а в марте 2025 года были выпущены несколько рабочих версий через Twitter с разными списками треков. Эти версии содержат гостевые партии Peso Pluma, Playboi Carti и Ty Dolla Sign. Три песни с альбома были выпущены в виде мини-альбома (EP) 20 июня 2025 года. Полная версия альбома ожидается в будущем.
Альбом «Bully» изначально был выпущен 18 марта 2025 года как короткометражный фильм, режиссером которого выступил сам Уэст, а монтаж осуществил Хайп Уильямс. Главную роль исполнил его сын Сэйнт, который сражается с борцами New Japan Pro-Wrestling игрушечным молотком. Музыкально альбом напоминает прошлые работы Уэста такие как 808s & Heartbreak (2008) и My Beautiful Dark Twisted Fantasy (2010). Альбом активно использует семплирование и интерполяцию, а Уэст поёт больше, чем читает рэп.
Около половины вокала в оригинальных версиях были созданы с использованием искусственного интеллекта, но Уэст планирует перезаписать тексты собственным голосом. Уэст выпустил несколько версий в Twitter 18 марта без предварительного объявления, заявив, что работа ещё в процессе. Альбом получил положительные отзывы.

## История
По словам продюсера Майка Дина, Канье Уэст начал работать над песней "Beauty and the Beast" для альбома Bully во время сессий для своего альбома Donda (2021). Песню "Preacher Man" Уэст предлагал Дрейку, который отказался, прежде чем она вошла в Bully. В 2024 году Уэст сотрудничал с американским певцом Ty Dolla Sign, чтобы выпустить совместные альбомы Vultures 1 и Vultures 2 в составе дуэта ¥$. Vultures 1 получил позитивные отзывы, тогда как Vultures 2 подвергся критике за то, что он был выпущен в недоделанном виде с использованием искусственного интеллекта.
Альбом записывался в тот момент, когда Уэст стал центром скандала из-за своих антисемитских высказываний и одобрения нацизма в своих постах в Twitter. Хотя обложка альбома содержит изображение Сэйнта, сына Уэста, он также поделился другой обложкой с красной нацистской свастикой, хотя эта версия так и не была использована.

## Запись
После выхода альбомов Vultures, продюсер Digital Nas поделился перепиской с Уэстом, где последний указывает на своё намерение полностью сосредоточиться над работой с альбомом. 26 сентября Уэст опубликовал видео в Instagram, показывающее, как он создаёт песню "Preacher Man" на клавишах ASR-10, которую ранее можно было услышать на прослушиваниях.
На своём выступлении в китайском городе Хайкоу,  после выпуска Vultures 2 28 сентября Уэст объявил о проекте Bully, представив "Beauty and the Beast" и "Preacher Man". В последующие дни он опубликовал несколько фрагментов в Instagram и на своём сайте. Американский музыкальный журналист Touré сообщил, что Bully будет концептуальным альбомом, вдохновлённым уединением Уэста в Токио, при этом Уэст будет единственным продюсером: 

"Традиционно [Уэст] является продуктом команды — там есть продюсеры и авторы, которые ему помогают; он приносит большие идеи, но участие других обязательно. [Уэст] сделает [Bully] практически один. Это новый этап в его жизни, потому что в Токио он может быть тем, кем хочет быть."
25 октября Уэст сделал Bully доступным для предзаказа. В интервью в феврале 2025 года Уэст сказал, что Bully будет содержать вокал на основе ИИ. Он ответил на критику, сравнив ИИ с технологией Auto-Tune, которая также вызывала аналогичную реакцию перед тем, как стать широко принятой в музыке. Он заявил, что дата выхода альбома запланирована на 15 июня — день рождения его дочери Норт. 9 февраля он выпустил песню "Beauty and the Beast" на своём сайте. 20 марта Уэст заявил, что песня "Melrose", в которой принимали участие Playboi Carti и Ty Dolla Sign, не войдёт в альбом. Он ответил фанату, что превратит её в сольную песню. Решение Уэста исключить "Melrose" может быть связано с его раздражением из-за того, что его не включили в альбом Playboi Carti третьего студийного альбома, Music.

## Релиз

### Bully V1
Изначально Уэст объявил дату релиза 15 июня 2025 года. Три ранние версии альбома были неожиданно выпущены, каждая с разным списком треков, 18 марта 2025 года через его аккаунт в Twitter. Он заявил, что работа над альбомом еще не завершена, и выразил сожаление по поводу использования ИИ, сказав, что он возненавидел его. Уэст намерен работать над альбомом дальше, а также перезаписать тексты песен со своим собственным вокалом. Музыкальное видео альбома вышло на 22 марта 2025 года со следующим списком композиций:YouTube
- "Preacher Man"
- "I Can't Bear"
- "Close to You"
- "Circles"
- "Bully"
- "Spanish Song"
- "Beauty and the Beast"
- "Showtime"
- "Highs and Lows"
- "Melrose" (featuring Playboi Carti and Ty Dolla Sign)

### Полный релиз
Несмотря на выпуск видео в марте, Уэст подтвердил во время записанной встречи со стримером Sneako 24 мая 2025 года, что «Bully» получит полный релиз 15 июня 2025 год. 
16 июня пять треков, которые должны были войти в альбом «Bully», были загружены на сайт ISRC, исполнителями которых были указаны "Ye" и "Kanye West":
- "Highs and Lows" — 1:44
- "Beauty and the Beast" — 1:46
- "Preacher Man" — 3:08
- "Damn" — 2:13
- "White Lines" — 2:10

После этого Уэст якобы сказал фан-аккаунту YeFanatics, что он планирует выпустить альбом сетами по пять песен. В сообщениях, опубликованных аккаунтом, говорилось, что пять песен будут выпущены 16 июня числа, а еще пять — 17-го. 
20 июня Уэст выпустил треки «Beauty and the Beast», «Preacher Man» и «Damn» на стриминговых платформах в виде 3-трекового мини-альбома (EP) под тем же названием, что и альбом. 27 июня Уэст ненадолго загрузил второй EP на YouTube и Tidal, содержащий треки «Last Breath» и «Losing Your Mind». Они были удалены через несколько часов.
Ныне на стриминговом сервисе Spotify запущен таймер до релиза альбома, в треклисте которого значится 13 композиций, 5 из которых уже доступны к прослушиванию. Альбом должен выйти 26 сентября 2025 года.

## Список композиций
Трек-лист для Bully EP взят с сервиса Tidal. Все названия треков стилизованы под заглавные буквы. Например, "Preacher Man" пишется как "PREACHER MAN".
| №                   | Название               | Длительность |
| ------------------- | ---------------------- | ------------ |
| 1.                  | «Preacher Man»         | 3:08         |
| 2.                  | «Beauty and the Beast» | 1:46         |
| 3.                  | «Damn»                 | 2:13         |
| Общая длительность: | Общая длительность:    | 7:07         |

| №                   | Название            | Длительность |
| ------------------- | ------------------- | ------------ |
| 1.                  | «Last Breath»       | 2:23         |
| 2.                  | «Losing Your Mind»  | 3:25         |
| Общая длительность: | Общая длительность: | 5:48         |